# الإجهاض في بوروندي
الإجهاض في بوروندي أمر قانوني فقط إذا كان الإجهاض سينقذ حياة المرأة أو إذا كان الحمل يهدد صحة المرأة الجسدية أو العقلية المحتملة. في بوروندي، يجب أن يتفق طبيبان معتمدان على أن الحمل يهدد قبل تقديم المساعدة الطبية. حتى في الحالات التي اعتبر فيها ممارس الإجهاض أن الحمل قد عرّض المرأة للخطر، فقد يخضع كل من الطبيب والمرأة إلى السجن ودفع الغرامات.